# Corispermum ochotense
Corispermum ochotense är en amarantväxtart som beskrevs av Mikhail Stanislavovich Ignatov. Corispermum ochotense ingår i släktet lusfrön, och familjen amarantväxter. Inga underarter finns listade i Catalogue of Life.